# Жак Фаті
Жак Фаті (фр. Jacques Faty, нар. 25 лютого 1984, Вільнев-Сен-Жорж) — французький і сенегальський футболіст, що грав на позиції захисника.
Виступав, зокрема, за клуб «Ренн», а також національну збірну Сенегалу.

## Клубна кар'єра
Народився 25 лютого 1984 року в місті Вільнев-Сен-Жорж. Вихованець футбольної школи клубу «ІНФ Клерфонтен».
У дорослому футболі дебютував 2001 року виступами за команду «Ренн 2», у якій провів один сезон, взявши участь у 18 матчах чемпіонату. 
Своєю грою за цю команду привернув увагу представників тренерського штабу клубу «Ренн», до складу якого приєднався 2002 року. Відіграв за команду з Ренна наступні п'ять сезонів своєї ігрової кар'єри. Більшість часу, проведеного у складі «Ренна», був основним гравцем захисту команди.
Згодом з 2007 по 2016 рік грав у складі команд «Марсель», «Сошо», «Сівасспор», «Бастія», «Ухань Чжоер» та «Сідней».
Завершив ігрову кар'єру у команді «Сентрал-Кост Марінерс», за яку виступав протягом 2016—2017 років.

## Виступи за збірні
У 2000 році дебютував у складі юнацької збірної Франції (U-16), загалом на юнацькому рівні взяв участь у 23 іграх.
Протягом 2005–2007 років залучався до складу молодіжної збірної Франції. На молодіжному рівні зіграв у 17 офіційних матчах.
У 2009 році дебютував в офіційних матчах у складі національної збірної Сенегалу.
У складі збірної був учасником Кубка африканських націй 2012 року у Габоні та Екваторіальній Гвінеї.
Загалом протягом кар'єри в національній команді, яка тривала 4 роки, провів у її формі 12 матчів.
| Дата       | Місто        | Господарі      | Результат | Гості    | Турнір                                  | Голи | Примітки |
| ---------- | ------------ | -------------- | --------- | -------- | --------------------------------------- | ---- | -------- |
| 5-9-2009   | Кабінда      | Ангола         | 1 – 1     | Сенегал  | товариський матч                        | -    |          |
| 14-10-2009 | Сеул         | Південна Корея | 2 – 0     | Сенегал  | товариський матч                        | -    |          |
| 3-3-2010   | Афіни        | Греція         | 0 – 2     | Сенегал  | товариський матч                        | -    |          |
| 27-5-2010  | Ольборг      | Данія          | 2 – 0     | Сенегал  | товариський матч                        | -    | 71'      |
| 9-10-2010  | Дакар        | Сенегал        | 7 – 0     | Маврикій | Відбір до Кубка африканських націй 2012 | -    | 70'      |
| 17-11-2010 | Париж        | Сенегал        | 2 – 1     | Габон    | товариський матч                        | -    | 62'      |
| 10-8-2011  | Дакар        | Сенегал        | 0 – 2     | Марокко  | товариський матч                        | -    | 46'      |
| 3-9-2011   | Дакар        | Сенегал        | 2 – 0     | ДР Конго | Відбір до Кубка африканських націй 2012 | -    |          |
| 11-11-2011 | Мант-ла-Віль | Сенегал        | 4 – 1     | Гвінея   | товариський матч                        | -    | 46'      |
| 12-1-2012  | Дакар        | Сенегал        | 1 – 0     | Судан    | товариський матч                        | -    | 46'      |
| 15-1-2012  | Дакар        | Сенегал        | 1 – 0     | Кенія    | товариський матч                        | -    | 46'      |
| 29-2-2012  | Дурбан       | ПАР            | 0 – 0     | Сенегал  | товариський матч                        | -    |          |
| 8-9-2012   | Абіджан      | Кот-д'Івуар    | 4 – 2     | Сенегал  | Відбір до Кубка африканських націй 2013 | -    | 30', 80' |
| Усього     |              | Матчів         | 13        |          | Голів                                   | 0    |          |